# Гаплогруппа H5'36 (мтДНК)
Гаплогруппа H5'36 — гаплогруппа митохондриальной ДНК человека.

## Субклады
- H5 T16304C
- H36 T152C! • C3525A • C8578T • C13056T • A16070G

## Палеогенетика

### Бронзовый век
Мержановицкая культура
- poz536 — Świniary Stare 1, grave 58 — Лонюв (гмина), Польша — 2050–1850 BCE — Ж — H5'36.[1]

Культура фуд-вессел
- I5469	/ skeleton A — Лит (Шотландия), Великобритания — 1642–1503 calBCE (3300±30 BP, SUERC-2867) —  Ж — H5'36.[2]

Мегиддо
- I2198 / S2198.E1.L1 — Израиль — 1509–1432 calBCE (3207±20 BP, RTK-7898) — М — J1a2b (Z2331) : H5'36.[3]

### Железный век
Древний Рим
- LIAV29 — Япиги — Botromagno — Гравина-ин-Пулья, Италия — 7–4 c. BCE — H5'36.[4]
- LRV 119 / F216 — Vagnari — Гравина-ин-Пулья, Италия — 1–4 c. CE — H5'36.[4]

### Средние века
Крестоносцы
- SI-39 — ERS3189350 — Сидон, Ливан — 1191–1283 AD — М — R1b1a1b1a1a2 (P312) : H5'36.[5]

## Публикации
- Olalde, I., Brace, S., Allentoft, M. et al. The Beaker phenomenon and the genomic transformation of northwest Europe. Nature (21 февраля 2018). Архивировано 9 мая 2017 года.
- Matthew V. Emery, Ana T. Duggan, Tyler J. Murchie, Robert J. Stark, Jennifer Klunk, Jessica Hider, Katherine Eaton, Emil Karpinski, Henry P. Schwarcz, Hendrik N. Poinar, Tracy L. Prowse, (Август 2018). Ancient Roman mitochondrial genomes and isotopes reveal relationships and geographic origins at the local and pan-Mediterranean scales. Journal of Archaeological Science: Reports. 20: 200–209. doi:10.1016/j.jasrep.2018.04.036. ISSN 2352-409X.{{cite journal}}:  Википедия:Обслуживание CS1 (лишняя пунктуация) (ссылка) Википедия:Обслуживание CS1 (множественные имена: authors list) (ссылка)
- Haber M, Doumet-Serhal C, Scheib CL; et al. (2 мая 2019). A Transient Pulse of Genetic Admixture from the Crusaders in the Near East Identified from Ancient Genome Sequences. The American Journal of Human Genetics. 104 (5): 977–984. doi:10.1016/j.ajhg.2019.03.015. ISSN 0002-9297. PMID 31006515. {{cite journal}}: Явное указание et al. в: |author= (справка)Википедия:Обслуживание CS1 (множественные имена: authors list) (ссылка)
- Agranat-Tamir L, Waldman S, Martin MAS; et al. (28 мая 2020). The Genomic History of the Bronze Age Southern Levant. Cell. 181 (5): 1146-1157.e11. doi:10.1016/j.cell.2020.04.024. PMID 32470400. {{cite journal}}: Явное указание et al. в: |author= (справка)Википедия:Обслуживание CS1 (множественные имена: authors list) (ссылка)
- Juras, A, Makarowicz, P, Chyleński, M; et al. (Июнь 2020). Mitochondrial genomes from Bronze Age Poland reveal genetic continuity from the Late Neolithic and additional genetic affinities with the steppe populations. American Journal of Physical Anthropology. 172 (2): 176–188. doi:10.1002/ajpa.24057. PMID 32297323. {{cite journal}}: Явное указание et al. в: |author= (справка)Википедия:Обслуживание CS1 (множественные имена: authors list) (ссылка)